# Nogueira (Avaí)
Nogueira é um distrito do município brasileiro de Avaí, no interior do estado de São Paulo.

## História

### Origem
O povoado que deu origem ao distrito se desenvolveu ao redor da estação ferroviária Nogueira, inaugurada pela Estrada de Ferro Noroeste do Brasil em 13/10/1916. O nome da localidade é uma homenagem ao engenheiro Carlos Gomes Nogueira.
Nogueira pertenceu a Bauru até uma disputa judicial decidir o desmembramento para o município de Avaí em 1944.

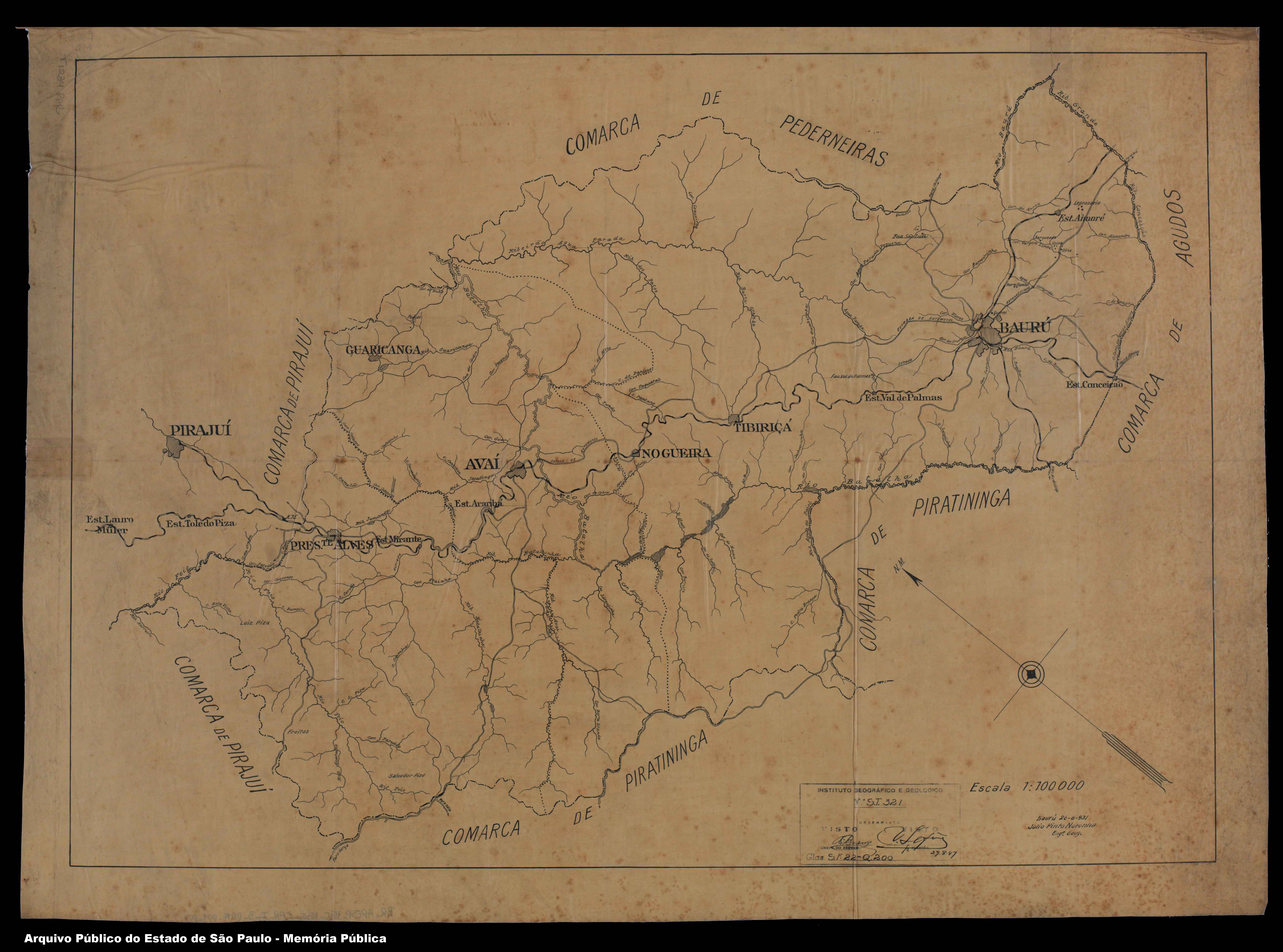
Planta da Comarca de Bauru (1931).

No passado, a localidade foi mais movimentada. Até os anos 50 a principal fonte de renda do distrito era o laticínio que diariamente enviava para Bauru o carregamento processado. Na década de 60, com o fechamento do laticínio, o distrito passou a decrescer.

### Formação administrativa
- Distrito criado pela Lei nº 2.225 de 15/12/1927, com sede na povoação de Nogueira, no município de Bauru[6][7][8].
- Distrito policial de Nogueira criado em 27/10/1928[9].
- Pelo Decreto-Lei n° 14.334 de 30/11/1944 foi transferido para o município de Avaí[4].

## Geografia

### Demografia

#### População urbana
| Crescimento população urbana | Crescimento população urbana | Crescimento população urbana | Crescimento população urbana |
| Censo                        | Pop.                         |                              | %±                           |
| ---------------------------- | ---------------------------- | ---------------------------- | ---------------------------- |
| 1934                         | 244                          |                              |                              |
| 1940                         | 194                          |                              | −20,5%                       |
| 1950                         | 195                          |                              | 0,5%                         |
| 1960                         | 158                          |                              | −19,0%                       |
| 1970                         | 94                           |                              | −40,5%                       |
| 1980                         | 72                           |                              | −23,4%                       |
| 1991                         | 33                           |                              | −54,2%                       |
| 2000                         | 17                           |                              | −48,5%                       |
| 2010                         | 26                           |                              | 52,9%                        |
| 2022                         | 11                           |                              | −57,7%                       |
| Fonte: IBGE e Fundação SEADE |                              |                              |                              |

#### População total
Pelo Censo 2010 (IBGE) a população total do distrito era de 465 habitantes.

### Área territorial
A área territorial do distrito é de 223,846 km².

### Rodovias
O principal acesso a Nogueira é a estrada vicinal José Sebastão Bressan, partindo de Avaí e terminando na passagem de nível próxima à antiga estação ferroviária. Há um segundo caminho pela Rodovia Marechal Rondon (SP-300).

### Ferrovias

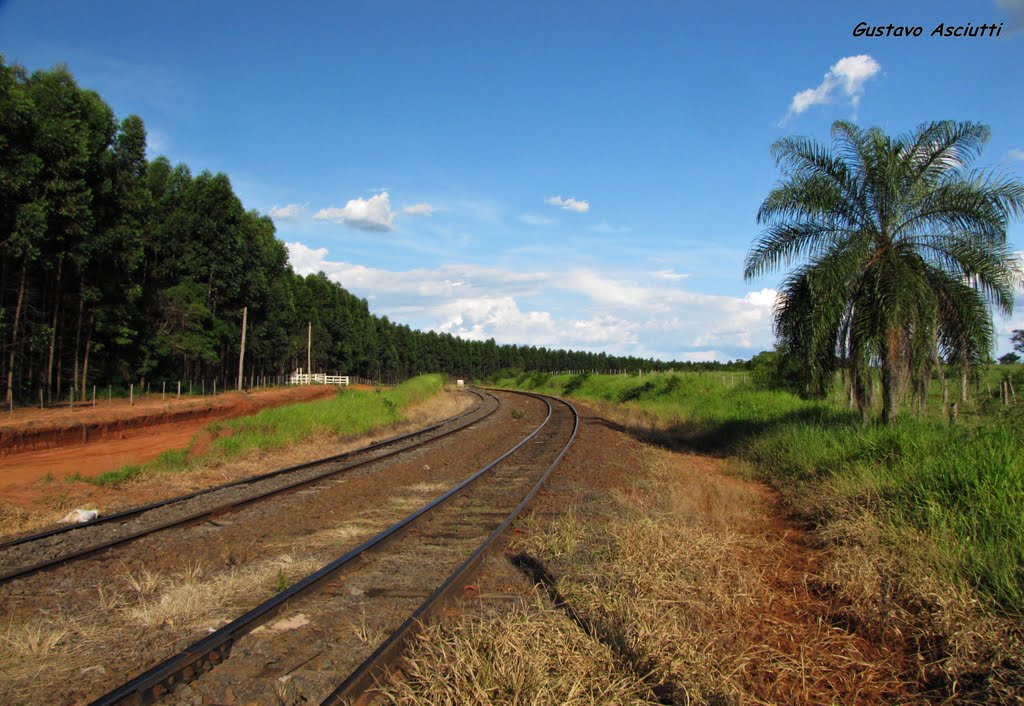
Pátio Nogueira.

Pátio Nogueira (JNG) da Linha Tronco (Estrada de Ferro Noroeste do Brasil), sendo a ferrovia operada atualmente pela Rumo Malha Oeste.

## Serviços públicos

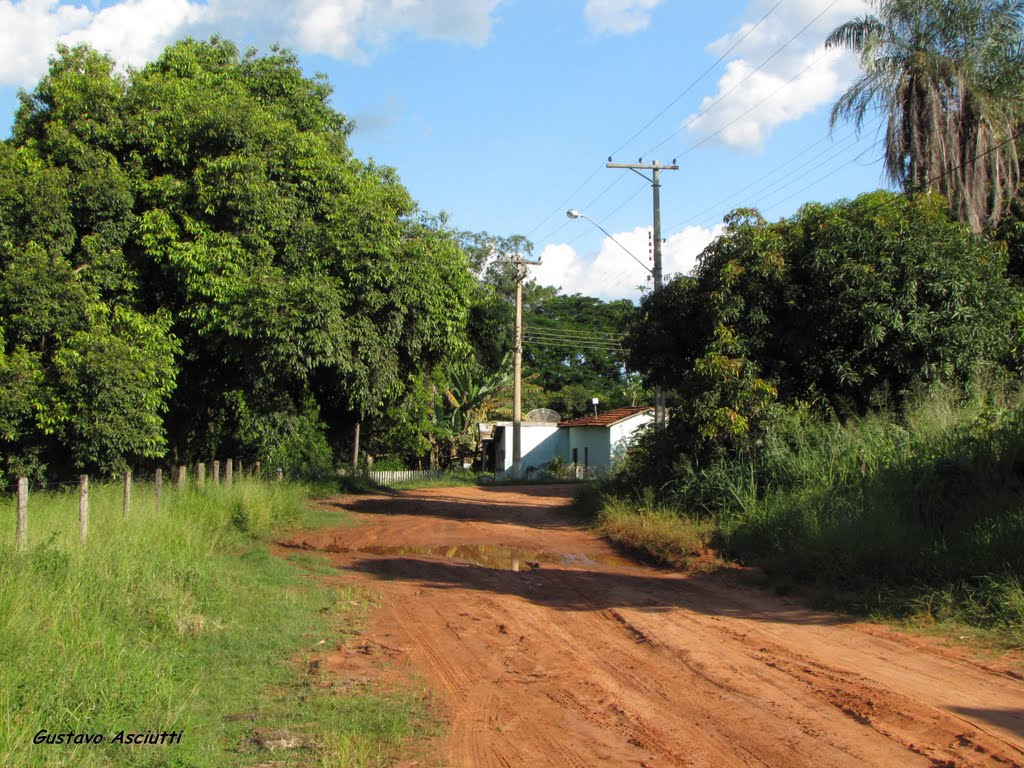
Aspecto local.

O distrito de Nogueira resiste com poucos moradores, pois praticamente inexiste uma estrutura básica de serviços públicos. As ruas são de terra e nem calçamento possui, o correio não atende o local, não há linha regular de ônibus.
Não possui escola e nem posto de saúde. As crianças estudam em Avaí, e para isso a prefeitura disponibiliza transporte escolar, inclusive para estudantes do noturno.

### Registro civil
Atualmente é feito na sede do município, pois o Cartório de Registro Civil das Pessoas Naturais do distrito foi extinto pelo  Tribunal de Justiça do Estado de São Paulo e seu acervo foi recolhido ao cartório do 1º subdistrito da sede do município de Bauru.

### Saneamento
O serviço de abastecimento de água é feito pela Companhia de Saneamento Básico do Estado de São Paulo (SABESP). 

### Energia
A responsável pelo abastecimento de energia elétrica é a CPFL Paulista, distribuidora do Grupo CPFL Energia.

## Lazer
O distrito é chega a ser movimentado aos domingos. Um dos forrós mais tradicionais da região ocorre no único bar da localidade, que atrai moradores de Avaí, Presidente Alves e bairros rurais.

## Religião

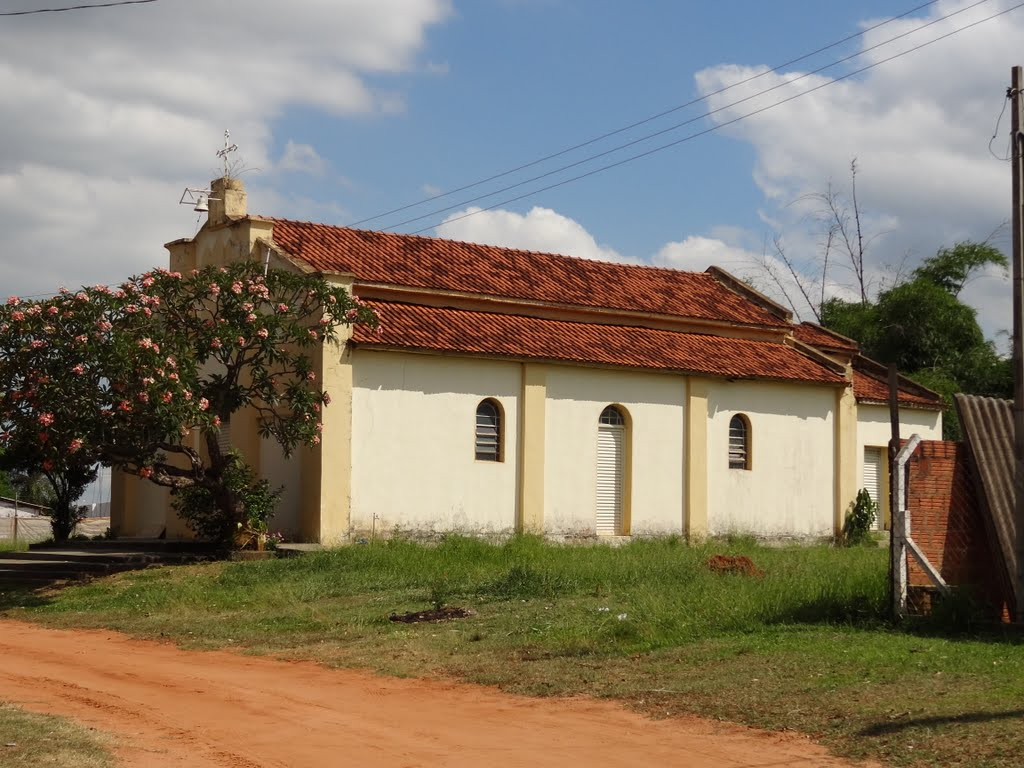
Igreja.

O Cristianismo se faz presente no distrito da seguinte forma:

### Igreja Católica
- A igreja faz parte da Diocese de Bauru[22].